# Calopteryx maculata
Calopteryx maculata – gatunek ważki z rodziny świteziankowatych (Calopterygidae). Występuje na terenie Ameryki Północnej.